# Atlantic Records
Atlantic Records (o Atlantic Recording Corporation) è un'etichetta discografica fondata nel 1947 da Ahmet Ertegün e Herb Abramson.

## Storia dell'etichetta
Nei primi anni cinquanta ad Ertegun e Abramson si unì Jerry Wexler. Nata come casa discografica indipendente, negli anni sessanta entrò a far parte delle major del business del jazz e della musica pop. Tom Dowd era a capo del settore tecnico.
Dalla sua nascita, la Atlantic ha dato vita a numerose sotto-etichette. Fra le più celebri si può ricordare la Atco Records (creata nel 1955 da Herb Abramson). La Spark Records (per cui incidevano Jerry Leiber e Mike Stoller) fu acquisita nel novembre del 1955. Altre etichette che fanno capo alla Atlantic sono Lava Records e 143 Records. Nel 1960, grazie a Wexler, l'Atlantic iniziò a distribuire le produzioni della casa discografica di Memphis Stax Records. Il rapporto con la Stax finì nel 1968.
Nel 1967, la Atlantic fu acquisita da Warner Bros. Attualmente fa parte del Warner Music Group.
Nel 2004 Atlantic Records e Elektra Records si uniscono formando la Atlantic Records Group.
La sede si trova in Paramount Plaza, al 1633 Broadway.

## La Atlantic in Italia
In Italia la Atlantic è stata presente, come marchio, sin dagli anni '60, appoggiandosi prima alla SAAR poi alla Ri-Fi che in seguito cedette il passo alla Dischi Ricordi; dal 1975, con la nascita della WEA Italiana, con uffici a Milano, si affida ad essa.
Tra i principali artisti dell'etichetta ricordiamo Pino Presti, il gruppo di rock progressivo dei Jumbo, quello di jazz-rock degli Agorà, i fratelli La Bionda sotto lo pseudonimo Disco Ettore e Don Backy.

## Artisti
Lista parziale

### Attuali
- A Boogie wit da Hoodie
- Alec Benjamin
- Ally Brooke
- Ava Max
- Bazzi
- Ben Platt
- Bhad Bhabie
- Birdy
- Bruno Mars
- Burna Boy
- Cash Cash
- Cardi B
- Cee Lo Green
- Charli XCX
- Charlie Puth
- Christina Perri
- Christine and the Queens
- Chromeo
- Clean Bandit
- Coldplay
- Cordae
- Death Cab for Cutie
- Don Blood
- Ed Sheeran
- Flo Rida
- Frightened Rabbit
- Galantis
- Gnarls Barkley
- Grouplove
- Gucci Mane
- Halestorm
- Hayley Kiyoko
- Hunter Hayes
- Icona Pop
- Jack Harlow
- James Blunt
- Janelle Monáe
- Jasmine Thompson
- Jason Mraz
- Jess Glynne
- Jill Scott
- Kehlani
- Kelly Clarkson
- Kevin Gates
- The Knocks
- Kodak Black
- Kyle
- Laura Pausini
- Lil Baby
- Lil James
- Lil Uzi Vert
- Lil Skies
- Lizzo
- Marc Anthony
- Martin Solveig
- Matoma
- Melanie Martinez
- Molly Kate Kestner
- Nipsey Hussle
- O.T. Genasis
- Otto Knows
- Oliver Tree
- Paolo Nutini
- Paramore
- Phil Collins
- Plan B
- PnB Rock
- Portugal. The Man
- Quando Rondo
- Rico Nasty
- Rita Ora
- Rival Sons
- Robert Plant
- Robin Schulz
- Roddy Ricch
- Rosé
- Rudimental
- Rumer
- Sabrina Claudio
- Sage the Gemini
- Sam Martin
- Serena Ryder
- Shinedown
- Shoreline Mafia
- Sia
- Simple Plan
- Skrillex
- Tank
- Tayla Parks
- Theory of a Deadman
- Trevor Jackson
- Trey Songz
- Twenty One Pilots
- Ty Dolla Sign
- Vance Joy
- Wallows
- The War on Drugs
- Weezer
- Why Don't We
- Wiz Khalifa
- YBN Nahmir
- Young Thug
- YoungBoy Never Broke Again
- Zak Abel

### Precedenti
- 4 Non Blondes
- Aaliyah
- ABBA
- AC/DC
- Alice Cooper
- Anita Baker
- Anne-Marie
- Aretha Franklin
- B.o.B
- Ben E. King
- Brandy
- Chic
- Cody Simpson
- Craig David
- Craig G
- David Gray
- DJ Drama
- Donna Lewis
- Dr. Dre
- Dream Theater
- En Vogue
- Enya
- Fabolous
- Fat Joe
- Gary Barlow
- Genesis
- Jack Ü
- Jason Derulo
- Jay-Z
- Jennifer Love Hewitt
- Jewel
- JoJo
- Junior M.A.F.I.A.
- K. Michelle
- Keke Palmer
- Keith Jarrett
- Kid Rock
- Hayley Williams
- Iron Butterfly
- Laura Branigan
- Led Zeppelin
- Lil' Kim
- Little Richard
- Lou Gramm
- Lupe Fiasco
- Lykke Li
- Marina Diamandis
- Mick Jagger
- Noa Kirel
- Omarion
- Phil Collins
- Ray Charles
- Ray J
- Ringo Starr
- RuPaul
- Sean Paul
- Sérgio Mendes
- Sinéad O'Connor
- T.I.
- Tally Hall
- Take That
- Tamia
- The Rascals
- Tiny Grimes